# Clément Bonnand
Pour les articles homonymes, voir Bonnand.
Clément Bonnand, né le 20 mai 1796 à Saint-Maurice-sur-Dargoire (France) et mort le 21 mars 1861 à Bénarès (Inde), est un prêtre français des Missions étrangères de Paris, vicaire apostolique (évêque) de Pondichéry de 1836 à sa mort en 1861.

## Biographie
Ordonné prêtre en France le 17 juin 1821, Clément Bonnand est durant quelques années vicaire à Ambérieux. Cependant son désir missionnaire le pousse à rejoindre la société des Missions étrangères de Paris (14 novembre 1823). Après une courte formation, il quitte la France le 4 février 1824 pour rejoindre les missions MEP d’Inde du Sud. Il est d’abord en poste à Piranguipuram.
Choisi comme coadjuteur par Louis-Charles-Auguste Hébert (en), à Madurai. il reçoit la consécration épiscopale le 8 novembre 1833.
En 1836 il est vicaire apostolique de la Côte du Coromandel (plus tard Pondichéry), vicariat érigé l'année précédente.
Le 13 août 1859, le pape Pie IX nomme Clément Bonnand visiteur apostolique de toutes les missions catholiques en Inde.
Clément Bonnand meurt à Bénarès le 21 mars 1861, lors d'un voyage à Bénarès.

## Succession apostolique
Clément Bonnand a ordonné les évêques suivants :
- Évêque Gaetano Antonio Mulsuce, C.O. (1843)
- Évêque Étienne-Louis Charbonnaux (en), M.E.P. (1845)
- Évêque Melchior-Marie-Joseph de Marion-Brésillac, M.E.P. (1846)
- Évêque Joseph-Isidore Godelle, M.E.P. (1857)